# Aromataseremmers

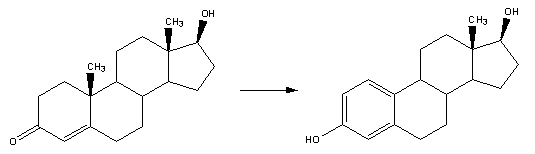
Aromatase zet testosteron om in oestradiol

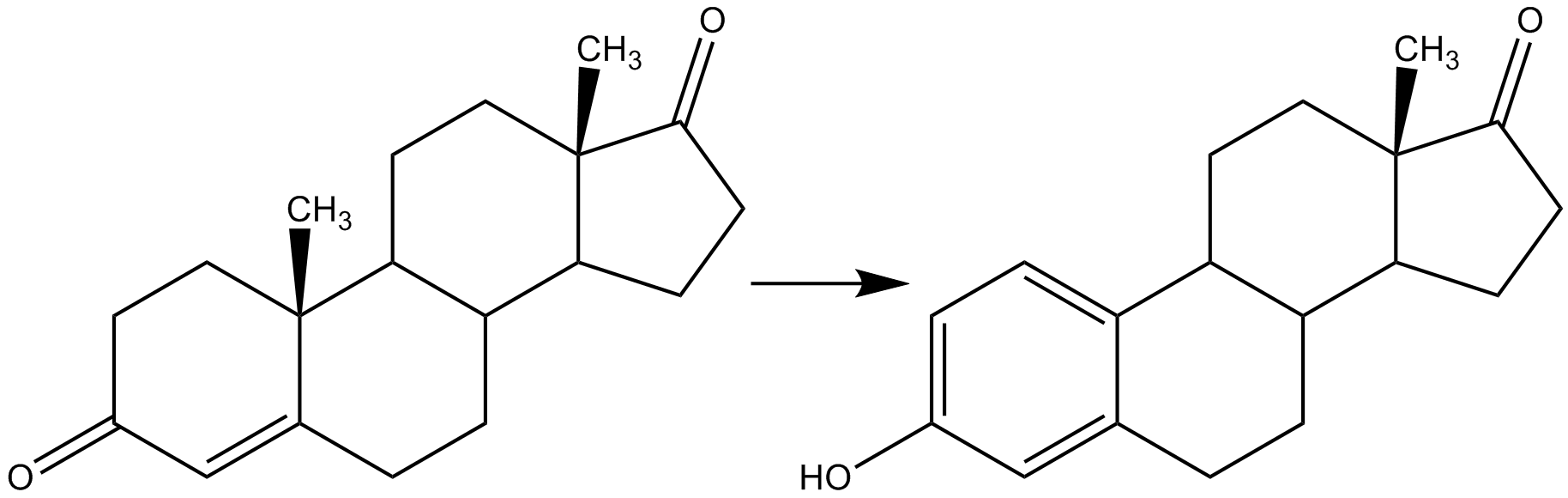
Aromatase zet androsteendion om in oestron

Aromataseremmers vormen een groep geneesmiddelen die gebruikt worden bij de behandeling van borst- en eierstokkanker bij vrouwen na de overgang en bij abnormale borstvorming bij mannen. Zij kunnen ook worden gebruikt (off-label) om de omzetting van testosteron in oestrogeen te remmen. Daarnaast worden sommige van deze middelen ook preventief toegepast bij vrouwen met een hoog risico op borst- en eierstokkanker.
Aromatase is een enzym dat oestrogeen synthetiseert. Veel vormen van borst- en eierstokkanker groeien alleen onder invloed van oestrogeen. Aromataseremmers blokkeren ofwel de productie van oestrogeen of blokkeren de interactie tussen oestrogeen en de hormoonreceptoren.

## Beschikbare aromataseremmers
Er zijn diverse aromataseremmers:

### Niet-selectieve aromataseremmers
- Aminoglutethimide
- Testolacton (Teslac)

### Selectieve aromataseremmers
- Anastrozol (Arimidex)
- Letrozol (Femara)
- Exemestaan (Aromasin)
- Vorozool (Rivizor)
- Formestane (Lentaron)
- Fadrozol (Afema)

### Andere aromataseremmers
- 4-Hydroxyandrosteendion[3]
- 1,4,6-Androstatrieen-3,17-dion (ATD)
- 4-Androsteen-3,6,17-trion ("6-OXO")

Daarnaast zijn er plantaardige middelen die aromataseremmers bevatten zoals damianabladeren en de wortel van de grote brandnetel. Ook de xanthonen in mangistan zijn aromataseremmers. 